# Ignacio Briones

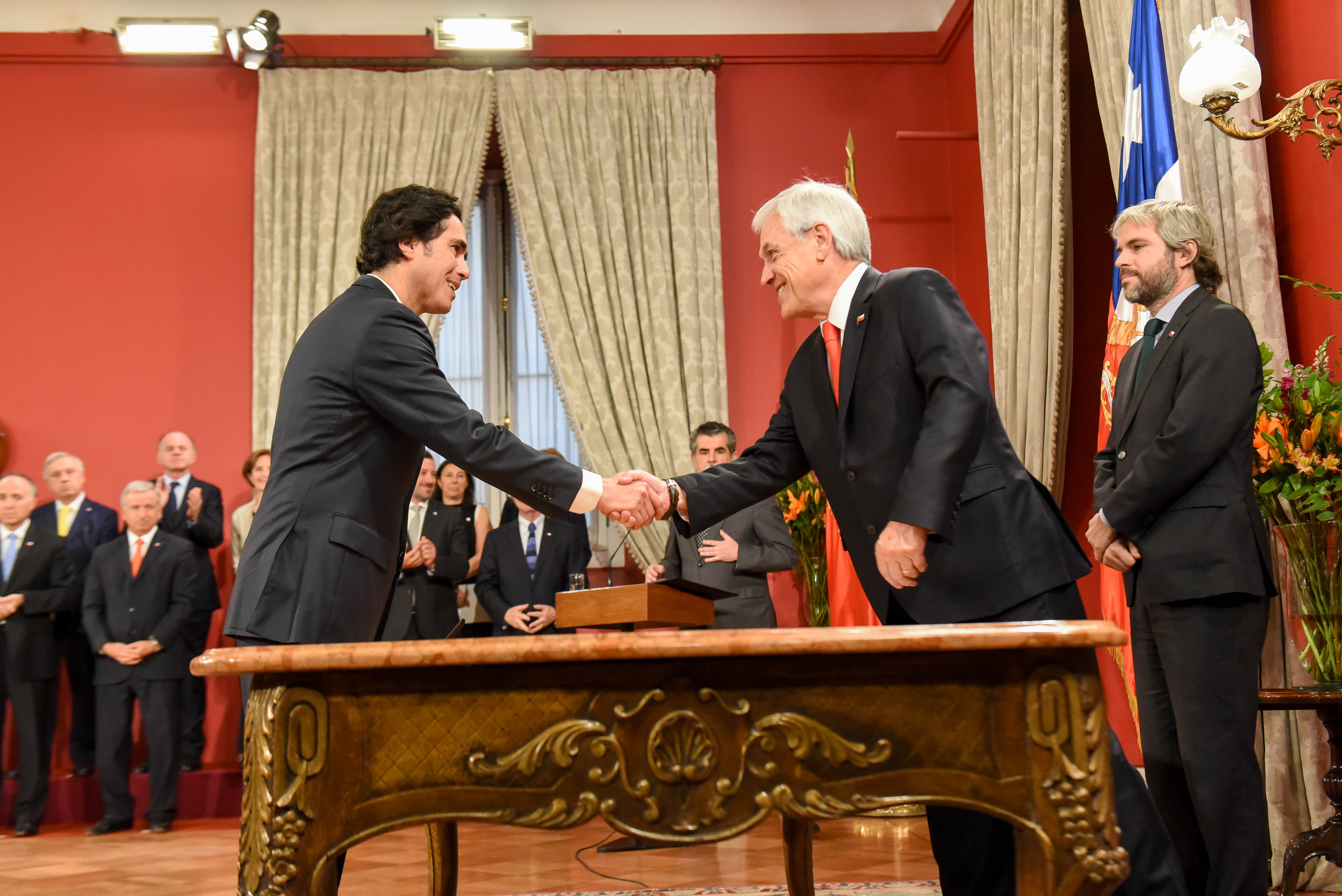
Nombramiento de Ignacio Briones como Ministro de Hacienda en octubre de 2019.

Ignacio Briones Rojas (Santiago, 12 de diciembre de 1972) es un ingeniero comercial, economista, político y académico chileno, militante de Evolución Política, partido del cual fue candidato presidencial en 2021 hasta perder contra Sebastián Sichel en las primarias de Chile Vamos de 2021.
Se desempeñó, hasta el 28 de octubre de 2019, como decano de la Escuela de Gobierno de la Universidad Adolfo Ibáñez y como miembro del directorio de Codelco. Pero renunció a ambos cargos para poder ejercer como ministro de Hacienda durante el segundo gobierno del presidente Sebastián Piñera, desde el 28 de octubre de 2019 hasta el 26 de enero de 2021. Es, además, consejero directivo del think tank Horizontal.

## Familia y estudios
Es hijo de Roberto Alfredo Briones Sepúlveda y María Isabel Rojas López, ambos arquitectos, es el segundo de cinco hijos —dos hombres y tres mujeres—, en una familia ligada a la arquitectura y el arte.
Sus estudios primarios y secundarios los realizó en el Colegio Alianza Francesa de Santiago. Se tituló de ingeniero comercial, licenciado en economía, máster en economía y ciencias políticas de la Pontificia Universidad Católica (PUC) y doctor en economía política del Instituto de Estudios Políticos de París.
Bajo el seudónimo de Eugenio de la Cruz, fue durante varios años crítico gastronómico de la revista Cosas. Mientras estudiaba en París, junto a su amigo Jorge Ferrando “les picó el bichito” de la crítica de restaurantes.
Se encuentra casado desde 2008 con la arquitecta Francisca Cifuentes, con quien tiene tres hijos: Elisa, Aurelia, Vicente.

## Carrera profesional
Ha ejercido su profesión en el sector público y privado, desempeñándose como profesor e investigador de la Escuela de Gobierno y la Escuela de Negocios de la Universidad Adolfo Ibáñez, enfocándose en áreas como Economía Política e Historia Económica y Financiera.
En 2011 cofundó el Centro de Estudios Horizontal, junto a personas como Felipe Kast, Hernán Larraín y Juan Carlos Jobet.[cita requerida]
También, ha sido consultor para el Banco Interamericano de Desarrollo (BID), el Ministerio de Relaciones Exteriores y empresas como VTR y la corredora de bolsa LarraínVial. Paralelamente, entre julio y septiembre de 2016, ejerció como director suplente (s) de AFP Capital.

## Carrera política
Durante el primer gobierno de Sebastián Piñera fue coordinador de Finanzas Internacionales del Ministerio de Hacienda, director de Crédito Público y director de los Fondos Soberanos de la República. En paralelo, fue designado como director ejecutivo del Consejo de Estabilidad Financiera, Representante de Chile ante el G20 en 2012 y embajador chileno ante la OCDE durante el período 2013-2014.
Participó en el segundo gobierno de Sebastián Piñera, formando parte del programa "Acuerdo Nacional de Desarrollo Integral".
El 28 de octubre de 2019 fue nombrado ministro de Hacienda reemplazando a Felipe Larraín en el segundo mandato de Sebastián Piñera, en el marco de un cambio de gabinete tras las masivas protestas de ese mes, que vivió Chile a raíz de la percepción sobre las políticas sociales impulsadas por los sucesivos gobiernos desde el retorno a la democracia en 1990 y la desigualdad social. El 26 de enero de 2021 dejó el cargo de ministro para iniciar una precandidatura presidencial. Fue reemplazado en el cargo por Rodrigo Cerda Norambuena.

## Historial electoral

### Elecciones primarias presidenciales de 2021
- Elecciones primarias presidenciales de Chile Vamos de 2021

| Candidato                | Partido                 | Votos     | %      | Resultado              |
| ------------------------ | ----------------------- | --------- | ------ | ---------------------- |
| Sebastián Sichel Ramírez | Ind.                    | 659 570   | 49,08% | Candidato presidencial |
| Joaquín Lavín Infante    | UDI                     | 420 691   | 31,30% |                        |
| Ignacio Briones Rojas    | EVOP                    | 131 957   | 9,82%  |                        |
| Mario Desbordes Jiménez  | RN                      | 131 674   | 9,80%  |                        |
| Participación electoral  | Participación electoral | 1 343 892 | 99,99% |                        |